# D 430 (Türkei)
Die Straße D 430 (Devlet yolu 430) ist eine 60 km lange Straße in der Türkei. Sie verläuft von der West-Ost-Achse der D 400 zur Grenze zwischen dem Irak und der Türkei.

## Verlauf
Die Straße zweigt in Cizre am Tigris, der Grenzstadt zu Syrien, von der West-Ost-Achse D 400 ab und folgt zunächst dem Tigris flussabwärts. Sie führt weiter nach Silopi und von dort zum Grenzübergang Habur Sınır Kapısı in die Autonome Region Kurdistan, die völkerrechtlich Teil des Irak ist. Der Übergang befindet sich am Fluss Chabur (Tigris)/Hazil Çayı. Im Irak schließt die Schnellstraße 2 an.
Ein zweiter Ast der Straße führt von Silopi nach Süden zum seit lange geplanten, aber bisher nicht verwirklichten Übergang Ovaköy Sınır Kapısı über den Chabur.